# Марк Гоффман
Марк Гоффман — другий за важливістю персонаж у фільмах серії «Пила». З'явився вперше в 2006 році, у «Пилі 3» у невеликому епізоді. У всіх серіях його грає актор Костас Менділор.

## Звання та діяльність
Детектив-лейтенант, який за сумісництвом — помічник Джона Крамера (відомого як Конструктор смерті).

## Опис
Високий чоловік, великої статури. Темні густе волосся, очі блакитні. Перевага в одязі: офіційна, ділова.

## Характер
Холоднокровний, стриманий. Веде тихий відокремлений спосіб життя. Сильна, вольова людина. Патологічний садист, відчуває насолоду при вигляді мук своїх жертв.

## Біографія
Гоффман працює в поліції ось уже двадцять років. Після того, як у його родині сталося нещастя — його сестру по-звірячому вбив її ж бойфренд, Гоффман не зміг змиритися з цим і став пити. Гублячи себе і своє життя, він так і не змирився з тим, що вбивцю його сестри випустили раніше терміну. У цей час поліція в перший раз зіткнулася з жертвою Джона Крамера — вбивці-маніяка по прізвиську «Пила». Тоді, виношуючи план помсти, Марк вирішив убити Сета Бакстера так, щоб залишитися поза підозрами. Гоффман все підлаштував так, що всі вирішили, ніби Бакстер — ще одна жертва «Пили». Так і вийшло — після всього цього поліція ще довго буде розслідувати ці витончені вбивства. Залишившись один на один Гоффман з задоволенням дивиться на смерть Сета. Гоффман і не підозрював, що «Пила» усе це так не залишить. Крамер дав шанс Гоффману переглянути свої принципи і Гоффман пройшов його випробування. Він прийняв пропозицію Крамера і вирішив змінити своє життя, під загрозою викриття почавши вести лукаві існування — примірного детектива і помічника Пили. Після цього Марк Гоффман брав участь у всіх випробуваннях жертв «Пили», допомагаючи йому. А так само у всіх подальших розслідуваннях про ці жертви в поліції. Джон Крамер довіряв Гоффману. Після смерті Крамера, Марк Гоффман, дотримуючись останньої волі свого шантажиста, готує чергову смертельну головоломку. Але уцілілий у підлаштованій невідомим пастці, агент ФБР Пітер Страм дізнається, що саме Гоффман допомагав «пилі». Щоб не втратити свою анонімність, Гоффман вирішується вийти на нову гру, щоб усунути всі провідні до нього ниточки. Страм і Гоффман зустрінуться обличчям до обличчя напередодні невідворотнього і непередбачуваного фіналу. Після смерті агента Страма, Гоффман одержує звістку з розтину тіла «Пили». У шлунку Джона була виявлена касета — послання Гоффману, в якому говориться, що робота Джона ще не закінчена, і Гоффману доведеться зіграти в гру. Марк, зв'язавши з Джилл — вдовою Крамера, отримує від неї розпорядження п'ять пакетів, що містять фото майбутніх жертв. Основною жертвою гри стає директор страхової компанії, який багато років керується сухим розрахунком при прийнятті рішень про видачу страховки, в результаті чого зазвичай виживають ті, у кого на це більше шансів. Поки жертва «грає», Гоффман спостерігає за ним. Його директор і кілька товаришів по службі нарешті розкривають його, і він їх вбиває в той же момент. У цей час жертва закінчує гру успішно, але останній несподіваний поворот сюжету приводить до його смерті. Проте, з'ясовується, що Крамер залишив і шостий пакет — із фотографією самого Гоффмана, для своєї дружини. Вона надягає йому на голову ведмежий капкан, поміщаючи його таким чином в гру. Гоффману вдається врятуватися, пожертвувавши цілісністю руки та обличчя. Він ледве виходить з місця ігри, не помічуючи Джилл, та повертається до свого притулка, разташованного у занедбаннаму ангарі, де й зашиває обличчя. Він спалює у вогні свої поліцейські картки, та розбиває телефон. Детектив хоче відійти від справ, та почати нове життя, та залишився ще один свідок його дій-Джилл. Доки триває гра Боббі Дагена, він робить дуже «гучну» пастку для чотирьох расистів. Коли на звалище прибуває поліція, він шле (спочатку диском, потім електронною поштою) повідомлення поліцейському Гібсону, де заманює того на склад автозапчастин. А на звалищі гримить декілька вибухів. Коли Гібсон находить на складі таємну кімнату, то потрапляє у пастку — його та ще двох офіцерів зрешетило кулеметом. Виявляється, Гоффман підривав машини, щоб відволікти поліцію від тіл загиблих у пастці. Сховавшись у мішку для трупа, детектив зміг потрапити у поліцейський відділок. Жорстоко убив декілька людей, від добирається до Джилл. Та зробивши спробу втекти, урешті-решт була спіймана Гоффнаном, який усадив її у крісло, прив'язав та надів на голову той самий агрегат, з якого врятувалась Аманда у першій частині. Гоффман не залишає Джилл засобів врятуватися і їй розриває щелепу. «Гру закінчено» — говорить детектив і, задоволений удачею, повертається до ангара, де він знищує останні докази своїх дій, і виходить із приміщення, яке відразу вибухає. Але раптом на нього нападають троє у масках свиней і один з них вколює Гоффману транквілізатор, після чого знімає маску. Це був доктор Гордон, який уцілів після пастки у першому фільмі. Виявляється, він теж був спільником Конструктора, який попросив його приглядати за Джилл і «…якщо з нею щось трапиться, дійте негайно, у моєму стилі.» Коли Гоффман приходить у себе, то він лежить у тій самій ванній кімнаті, з першої частини. Там й досі лежать трупи Ксавєра, Адама і Зепа, та нога доктора Гордона. Власне, він сам і помістив сюди детектива і прикував ланцюгом до труби так, як сам був прикований давно. Гоффман швидко тягнеться за ножівкою, але доктор відсуває її тростиною, і зі словами «Я так не вважаю!» викидає її в коридор. Виходячи в коридор, Гордон повертається, і говорить коронну фразу серії «Гру закінчено», і запирає Гоффмана навіки у кімнаті. Його подальша доля нам невідома.

## Здібності
Вміє застосовувати вірно свої розумові і тілесні здібності. Добре володіє холодною та вогнепальною зброєю.